# レイヴンヒル・スタジアム
レイヴンヒル・スタジアム（Ravenhill Stadium）は、英国・北アイルランド（アルスター）の首府ベルファストにあるラグビーユニオンのスタジアムで、アルスター・ラグビーの本拠地である。建材会社Kingspanの命名権によりキングスパン・スタジアム（Kingspan Stadium）ともいう。

## 概要
アイルランドラグビー協会が所有している。
1923年にオープン。1924年から毎年、聖パトリックの祝日には高校生の大会「アルスター・スクールズ・カップ（Ulster Schools' Cup）」の決勝戦が行われている。
ワールドカップ1991（日本対ジンバブエ戦）とワールドカップ1999（オーストラリア対ルーマニア線）の会場になった。
2009年10月、このスタジアムとしては初の 屋根つきスタンドが完成した。
2012年4月に大規模な改修工事が完了し、収容人数が1万1400人から1万8000人に増えた。
2014年6月、建材会社Kingspanが命名権契約を締結し、「キングスパン・スタジアム（Kingspan Stadium）」と呼ばれる。
2017年8月26日、女子ラグビーワールドカップ2017の決勝戦（ニュージーランド対イングランド戦）が行われた。
スタジアムの入口には、第一次世界大戦と第二次世界大戦で戦死したラグビー選手たちを追悼するアーチが設置されている。